# MTV Movie Awards
The MTV Movie Awards är ett filmpris från MTV (Music Television). Mellan utdelningarna av priserna framförs parodier av olika filmer. Nomineringarna av filmerna framförs av en speciell panel vid Tenth Planet Productions, produktionsbolaget överhuvud Joel Gallen, som också skapade MTV Movie Awards. Vinnarna bestäms genom röstning från folket, genom MTV.com.

## Kategorier

### Nuvarande kategorier
Kategorier som var med i den senaste galan.
- Bästa film
- Bästa manliga prestation
- Bästa kvinnliga prestation
- Bästa genombrott
- Bästa filmpar
- Bästa skurk
- Bästa komiska prestation
- Bästa kyss
- Bästa fight
- Bästa hjälte
- Bästa virtuella prestation

### Tidigare kategorier
Kategorier som har varit med tidigare men inte i den senaste galan.
- Bästa actionscen
- Bästa låt i en film
- Bästa manliga genombrott
- Bästa kvinnliga genombrott
- Bästa musikaliska inslag
- Bästa skrämmande prestation
- Bästa WTF Moment
- Mest åtråvärda man
- Mest åtråvärda kvinna
- Bästa danssekvens
- Bästa cameo
- Bästa replik
- Bästa latino skådespelare
- Bästa förvandling
- Bästa skjortlösa prestation
- Bäst klädda
- Bästa prestation
- Bästa sommarfilmen hittills
- Bästa studerande filmskapare från mtvU

### Engångs kategorier
Kategorier som hittills har varit med endast en gång.
- 2016: Bästa sanna historia
- 2016: Bästa dokumentär
- 2016: Bästa actionprestation
- 2015: T-Mobile Award for Best Breakup
- 2014: Favoritkaraktär
- 2013: Summer's Biggest Teen Bad A**
- 2010: Årets globala superstjärna
- 2007: MTV Movie Spoof Award
- 2007: Orbit Dirtiest Mouth Moment
- 2006: Sexigaste prestation
- 2005: Bästa filmbaserade tv-spel
- 2003: Bästa transatlantiska genombrott
- 1996: Bästa smörgås i en film

### Specialpriser
- MTV Generation Award
- Bästa nya filmskapare
- Livsgärning
- MTV Trailblazer Award
- Komiskt geni
- Silver Bucket of Excellence